# Saint-Hilaire (Essonne)
Saint-Hilaire ist eine französische Gemeinde mit 402 Einwohnern (Stand: 1. Januar 2022) im Département Essonne in der Region Île-de-France. Sie gehört zum Arrondissement Étampes und ist Teil des Kantons Étampes. Die Einwohner werden Saint-Hilairois genannt. 

## Geographie
Saint-Hilaire liegt etwa 50 Kilometer südsüdwestlich von Paris. Das kleine Flüsschen Louette begrenzt die Gemeinde im Süden. Umgeben wird Saint-Hilaire von den Nachbargemeinden Étampes im Norden und Osten, Chalo-Saint-Mars im Süden und Südwesten sowie Boutervilliers im Westen und Nordwesten.

## Bevölkerungsentwicklung
| Jahr                      | 1962 | 1968 | 1975 | 1982 | 1990 | 1999 | 2006 | 2013 |
| Einwohner                 | 190  | 191  | 224  | 249  | 338  | 379  | 344  | 391  |
| Quelle: Cassini und INSEE |      |      |      |      |      |      |      |      |

## Sehenswürdigkeiten
- Ehemaliges Priorat (Monument historique)

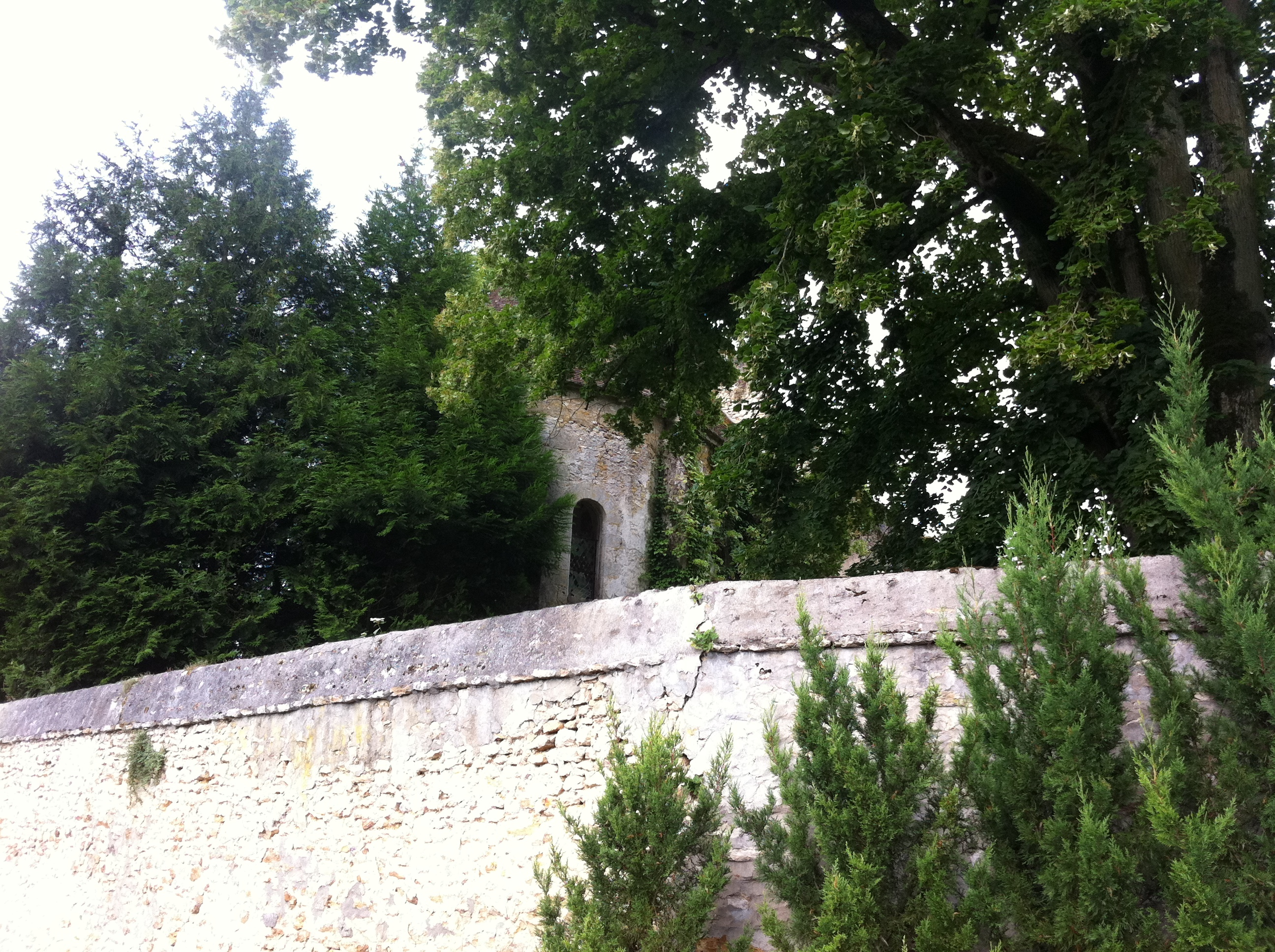
Ruine der ehemaligen Prioratskirche

## Persönlichkeiten
- Jean-Claude Naude (1933–2008), Jazztrompeter